# Eiler Krag
Eiler Krag (4. oktober 1908 på Frederiksberg – 2. januar 1991 i Birkerød) var en dansk maler, tegner og illustrator. 
Han gik på Kunstakademiets Billedhuggerskole hos Einar Utzon-Frank 1929-31 og malerskolen hos Kræsten Iversen 1931-1935, men allerede fra 1933 startede han som bladtegner med illustrationer til Socialdemokraten og Hjemmets Søndag. 

## Ekstern henvisning
- Eiler Krag på Kunstindeks Danmark/Weilbachs Kunstnerleksikon